# مقاطعة والا والا (واشنطن)
مقاطعة والا والا (بالإنجليزية: Walla Walla County)‏ هي إحدى مقاطعات ولاية واشنطن في الولايات المتحدة الأمريكية.